# Imerinorchis
Imerinorchis é um género botânico pertencente à família das orquídeas (Orchidaceae).